# Солдотна (Аляска)
Солдотна (англ. Soldotna) — місто (англ. city) в США, в окрузі Кенай штату Аляска. Населення — 4342 особи (2020).

## Географія
Солдотна розташована за координатами 60°29′6″ пн. ш. 151°4′8″ зх. д. / 60.48500° пн. ш. 151.06889° зх. д. (60.484996, -151.068754).  За даними Бюро перепису населення США в 2010 році місто мало площу 19,00 км², з яких 17,86 км² — суходіл та 1,14 км² — водойми.

### Клімат
Місто знаходиться у зоні, котра характеризується континентальним субарктичним кліматом. Найтепліший місяць — липень із середньою температурою 12.9 °C (55.2 °F). Найхолодніший місяць — січень, із середньою температурою -10.3 °С (13.4 °F).
| Клімат Солдотни         | Клімат Солдотни | Клімат Солдотни | Клімат Солдотни | Клімат Солдотни | Клімат Солдотни | Клімат Солдотни | Клімат Солдотни | Клімат Солдотни | Клімат Солдотни | Клімат Солдотни | Клімат Солдотни | Клімат Солдотни | Клімат Солдотни |
| Показник                | Січ.            | Лют.            | Бер.            | Квіт.           | Трав.           | Черв.           | Лип.            | Серп.           | Вер.            | Жовт.           | Лист.           | Груд.           | Рік             |
| Абсолютний максимум, °C | 9               | 8               | 15              | 20              | 26              | 30              | 28              | 27              | 31              | 16              | 10              | 7               | 31              |
| Середній максимум, °C   | −5,3            | −2,6            | 1,8             | 7,4             | 13,3            | 16,7            | 18,6            | 17,6            | 12,9            | 5,4             | −2,6            | −3,9            | 6,7             |
| Середня температура, °C | −10,3           | −8,1            | −4              | 1,4             | 6,9             | 10,7            | 12,9            | 11,8            | 7,6             | 0,7             | −7,1            | −8,8            | 1,2             |
| Середній мінімум, °C    | −15,4           | −13,7           | −9,9            | −4,6            | 0,4             | 4,6             | 7,2             | 6,1             | 2,2             | −4              | −11,7           | −13,7           | −4,3            |
| Абсолютний мінімум, °C  | −42             | −44             | −38             | −30             | −11             | −2              | −2              | −3              | −11             | −22             | −32             | −41             | −44             |
| Норма опадів, мм        | 66              | 35.6            | 38.1            | 22.9            | 27.9            | 35.6            | 53.3            | 88.9            | 111.8           | 63.5            | 61              | 53.3            | 660.4           |
| Днів з опадами          | 7               | 7               | 6               | 4               | 5               | 8               | 8               | 10              | 10              | 9               | 5               | 5               | 84              |
| Днів з дощем            | 2               | 2               | 2               | 2               | 2               | 2               | 4               | 5               | 5               | 3               | 3               | 3               | 40              |
| Вологість повітря, %    | 77              | 77              | 74              | 77              | 76              | 80              | 83              | 85              | 85              | 82              | 82              | 80              | 80              |
| ----------------------- | --------------- | --------------- | --------------- | --------------- | --------------- | --------------- | --------------- | --------------- | --------------- | --------------- | --------------- | --------------- | --------------- |
| Джерело: Weatherbase    |                 |                 |                 |                 |                 |                 |                 |                 |                 |                 |                 |                 |                 |

## Демографія
Згідно з переписом 2010 року, у місті мешкали 4163 особи в 1720 домогосподарствах у складі 1054 родин. Густота населення становила 219 осіб/км².  Було 1968 помешкань (104/км²).
Расовий склад населення:
| - 85,9 % — білих - 4,3 % — корінних американців - 1,6 % — азіатів - 0,3 % — вихідців з тихоокеанських островів - 0,3 % — чорних або афроамериканців |

До двох чи більше рас належало 6,8 %. Частка іспаномовних становила 3,9 % від усіх жителів.
За віковим діапазоном населення розподілялося таким чином: 26,2 % — особи молодші 18 років, 60,5 % — особи у віці 18—64 років, 13,3 % — особи у віці 65 років та старші. Медіана віку мешканця становила 36,7 року. На 100 осіб жіночої статі у місті припадало 91,5 чоловіків;  на 100 жінок у віці від 18 років та старших — 91,8 чоловіків також старших 18 років.
Середній дохід на одне домашнє господарство  становив 83 221 долар США (медіана — 65 048), а середній дохід на одну сім'ю — 96 829 доларів (медіана — 68 036). Медіана доходів становила 50 761 долар для чоловіків та 38 750 доларів для жінок. За межею бідності перебувало 5,2 % осіб, у тому числі 8,2 % дітей у віці до 18 років та 1,0 % осіб у віці 65 років та старших.
Цивільне працевлаштоване населення становило 1956 осіб. Основні галузі зайнятості: освіта, охорона здоров'я та соціальна допомога — 25,5 %, роздрібна торгівля — 14,0 %, мистецтво, розваги та відпочинок — 10,1 %, сільське господарство, лісництво, риболовля — 9,9 %.